# The Caveman's Valentine
The Caveman's Valentine (titulado Muerte de un ángel en España y El hombre de la cueva en Hispanoamérica) es una película dramática de intriga estadounidense de 2001 dirigida por Kasi Lemmons y basada en la novela homónima de 1994 escrita por George Dawes Green.

## Argumento
Romulus Ledbetter (Samuel L. Jackson) es un antiguo padre de familia y pianista que en el presente sufre esquizofrenia paranoide y vive en una cueva en Inwood Hill Park. Un buen día coincidiendo con San Valentín, este descubre el cuerpo congelado sin vida de un sintecho encima de su cueva.
El caso cae en manos de la agente, e hija de Romulus: Lulu (Aunjanue Ellis), quien sospecha que pudo tratarse de algo más que una simple muerte accidental.

## Reparto
- Samuel L. Jackson es Romulus Ledbetter
- Colm Feore es David Leppenraub
- Aunjanue Ellis es Officer Lulu Ledbetter
- Tamara Tunie es Sheila Ledbetter
- Jay Rodan es Joey Peasley
- Ann Magnuson es Moira Leppenraub
- Anthony Michael Hall es Bob
- Sean MacMahon es Scotty Gates
- Jeff Geddis es Paul

## Recepción
Las críticas obtenidas fueron dispares. Desde Rotten Tomatoes valoraron la película con un 46% de índice de audiencia con un consenso general de "premisa intrigante, aunque peca de ambición." Similar puntuación obtuvo en Metacritic con un 44%.